# 福山市立坪生幼稚園
福山市立坪生幼稚園（ふくやましりつ つぼうようちえん）は、広島県福山市坪生町にある幼稚園。2016年に創立50周年を迎える。

## 沿革

### 合併以前
- 1956年4月 - 深安町立坪生幼稚園として創設。
- 1962年1月 - 福山市立坪生幼稚園と改称。
- 1965年4月 - 二年保育に改制。
- 1973年7月 - 現在地に移転。

### 合併以後
- 1993年4月 - 福山市立坪生幼稚園と福山市立坪生西幼稚園が合併し、暫定的に福山市立坪生西幼稚園として二年保育で発足。
- 1993年7月 - 福山市立坪生幼稚園として発足
- 1994年 - 1993,1994年度 福山市研究指定園に指定。
- 1999年 - 文部省指定道徳教育研究園に指定。
- 2000年 - 文部省委託研究公開保育を実施。
- 2010年 - 広島県学校歯科保健優秀校の表彰を受賞。
- 2012年 - 2011,2012年度 福山市研究指定園に指定。
- 2013年 - 桃組前手洗場を改修。

## アクセス

### 鉄道
- JR西日本山陽本線における最寄駅は、大門駅である。
  - 所在地は、広島県福山市大門町大字大門である。
  - 大門駅から同校への所要時間は、自動車で15分程度である。
- 井原鉄道における最寄駅は、御領駅である。
  - 所在地は、広島県福山市神辺町大字下御領である。
  - 御領駅から同校への所要時間は、自動車で15分程度である。

### 路線バス
- 福山方面へ運行されるバスの最寄バス停は、井笠バスカンパニー坪生小学校前である。
  - 所在地は、同校から徒歩で5分程度の福山市道である。
  - JR西日本山陽本線福山駅から、坪生小学校前までの所要時間は30分程度である。
- 笠岡方面へ運行されるバスの最寄バス停は、井笠バスカンパニー坪生公園前である。
  - 所在地は、同校から徒歩で10分程度の広島県道379号坪生福山線である。
  - JR西日本山陽本線笠岡駅から、坪生公園前までの所要時間は30分程度である。